# Elisa Galvé
Elisa Christian Galvé (20 juillet 1922 à Buenos Aires - 20 octobre 2000 à Rome ) est une actrice argentine, surtout connue pour ses rôles au cinéma durant les années 1940 et 1950, lors de l'âge d'or du cinéma argentin.

## Biographie

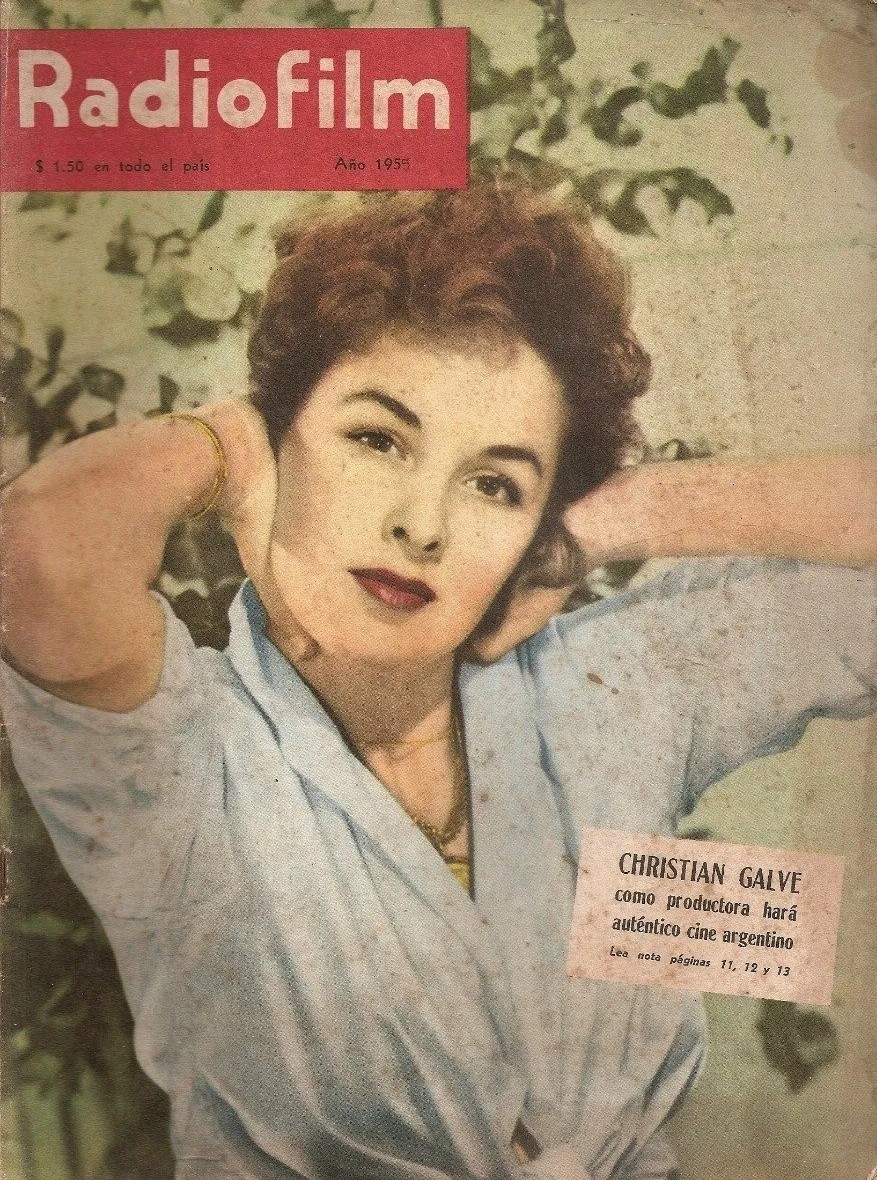
En couverture du magazine Radiofilm, décembre 1954.

Elle fait ses débuts en 1939 dans le film Caras argentinas (es), et fait sa dernière apparition au cinéma dans Dos en el mundo en 1966. Elle a joué dans le film à succès Juvenilia (es).

## Filmographie
- Tres hombres del río (es) (1943)
- Despertar a la vida (es) (1945)
- La hostería del caballito blanco (es) (1948)